# Loweina interrupta
Loweina interrupta és una espècie de peix de la família dels mictòfids i de l'ordre dels mictofiformes.

## Morfologia
- Els mascles poden assolir 3,9 cm de longitud total.[5]

## Hàbitat
És un peix marí i d'aigües profundes que viu entre 60-800 m de fondària.

## Distribució geogràfica
Es troba a l'Atlàntic, l'Índic i el Pacífic.